# Belsk Mały
Belsk Mały – wieś sołecka w Polsce położona w województwie mazowieckim, w powiecie grójeckim, w gminie Belsk Duży.
Wieś szlachecka Belsko Małe położona była w drugiej połowie XVI wieku w powiecie grójeckim ziemi czerskiej województwa mazowieckiego. 
Belsk Mały na początku swego istnienia znajdował się niedaleko Pałacu w Małej Wsi.
Podczas działań powstańczych na terenie Belska odbyła się bitwa partyzantów z wojskami rosyjskimi które stacjonowały na tych terenach.
W latach 1975–1998 miejscowość administracyjnie należała do województwa radomskiego.